# ゲームグラフィックス
『ゲームグラフィックス』（Game Graphix）は、大日本絵画が1986年5月から1991年3月まで隔月で発行していたゲーム雑誌（通巻30号）。モデルグラフィックス誌の姉妹誌として発行された。
略称は『G.G』もしくは『ゲーグラ』

## 概要
ボード・ウォー・シミュレーションゲームを中心にアナログゲーム全般を扱う雑誌として創刊。初期は電子ゲーム、サバイバルゲーム、ダーツ、スロットレーシングなどの記事もあり「ゲーム性のある玩具」について取り扱う総合誌の様相を見せていた。次第に読者参加型ゲームとテーブルトークRPG(TRPG)が記事の中心となった。
ゲームグラフィックスの名前のとおり、非常にグラフィカルな部分にこだわった編集がされており、写真やイラストが多用されていた。特徴的である部分に、メタルフィギュアを使ったファンタジージオラマ写真がふんだんに使われていたことがある。メタルフィギュアそのものについても深く取り扱っていた。
また、当時主流であったファンタジーTRPGに役立つ、フロアタイル。組み立て式の紙製フィギュア。そしてTRPG用汎用シナリオなどサポート用品の綴じ込み付録も多かった。
読者参加型ゲームについては、レースものや軍事ものなどバラエティに富んだ内容のものが連載されており、ゲームグラフィックス誌の看板ともいえるものであった。大抵の雑誌において読者参加型ゲームは「おまけ」として扱われるのに対して、ゲームグラフィックス誌ではこの読者参加型ゲームを主目的に雑誌を買いつづけるゲーマーが読者層のメインとまで呼ばれるようになるほど、マニアにはコアな人気を誇るものとなっていた。
TRPGでは『ダンジョンズ・アンド・ドラゴンズ』のサポート記事や『ガンダムセンチネルRPG』、『ファンタズム・アドベンチャー』などが取り扱われていた。
読者参加ゲーム同様、TRPGに関しても読者投稿が盛んで、特にマンチキンな話題を扱った『Chaosの館』のコーナー は人気が高かった。

## 付録ゲーム
- vol.1『八岐大蛇之逆襲』 - 怪獣迎撃がテーマの戦術級ウォー・シミュレーションゲーム。
- vol.2『ガルフォース -ストラグル・イン・カオス-』 - OVA『ガルフォース・エターナル・ストーリー』および、モデルグラフィックス誌連載の『スターフロント・ガルフォース』を題材にした戦闘級ウォー・シミュレーションゲーム。
- vol.3『スペースキャンプ -軌道からの帰還-』- オリジナルSFゲーム。
- vol.4『魔獣使いの迷宮』 - オリジナルファンタジーRPG。
  - 『ベーシックオペレーション』 - 架空戦作戦級ウォー・シミュレーションゲーム。入門用。
- vol.5『突撃！アイアンポーク』 - 『宮崎駿の雑想ノート』の一編『多砲塔の出番』に登場する悪役一号を主人公にした、ソリティア（一人用）戦闘級ウォー・シミュレーションゲーム。
  - 『ベーシックオペレーションⅡ』 - 『ベーシックオペレーション』の続編。
- vol.6『竜の牙 シャイアン』 - 小林誠原作の『ドラゴンズヘブン』を題材にした、戦闘級ウォー・シミュレーションゲーム。
- vol.7『黒木軍の初陣』 - 日露戦争の鴨緑江会戦を題材にした、作戦級ウォー・シミュレーションゲーム。
- vol.8『竜の牙 シャイアン2 ドラゴンズヘブン』 - 『竜の牙 シャイアン』の続編。
  - 『ヴィレルボカージュの戦闘 -1944年6月13日 ヴィットマンの奮戦-』 - 西部戦線の戦車戦を題材にした、戦闘級ウォー・シミュレーションゲーム。
  - 『Rush into the Distiny』 - オリジナルファンタジーRPG。
- vol.9『失われた恋人たち』 - オリジナルファンタジーRPG。
- vol.10『F-1グランプリ IN JAPAN』 - F1レースシミュレーションゲーム。
  - 『北極星の輝く下で』 - オリジナルファンタジーRPG。
- vol.11『漆黒の巨鯨』 - 現代潜水艦戦の戦術級ウォー・シミュレーションゲーム。
  - 『謎の火山島』 - オリジナルファンタジーRPG。
- vol.13『SHAIAN III』 - 『竜の牙 シャイアン2』の続編であるが、こちらはSFRPG。
- vol.14『WANDERING CASTLE -さまよえる城-』 - オリジナルファンタジーRPG。
- vol.15 『逆行の夏 -Retrograde Summer-』 - オリジナルファンタジーRPG。
- vol.16『シミュレーショングランプリ88』 - F1レーシングシミュレーションゲーム。
- vol.20『メタルブラッド』 - ロボットバトルシミュレーションゲーム。
- vol.21『クエストコーポレーション』　-　マルチプレイ宝探しSLG。 
  - 『MISTIC FIRM -ロンギリック魔法商会-』 - オリジナルファンタジーRPG。
  - 『湘南伝説 -外伝-』 - 暴走族の抗争を題材にした戦術級ウォー・シミュレーションゲーム。

※「オリジナルファンタジーRPG」とある作品は、D&DなどファンタジーTRPGの汎用シナリオとしても流用が可能。

## 主な読者参加型ゲーム
代表作として『イングリッズ・レース』と『フィクショナル・トルーパーズ』の二作を解説する。
本誌の特徴として交流用に投稿による読者参加コーナーが設けられ、それが大変な人気を得ていた点が挙げられる。
単なるゲームの話題だけではなく、自キャラや、自マシンなどの設定が読者中心に語られて行き、それが半ばオフィシャルとしてゲーム公認になったため、この「参加者ではなく、世界の創造者」にもなれるのが共感を呼び、読者が考えた設定が更に熱く語られることとなった。
『イングリッズ・レース』のチーム制度やワークスの導入、『フィクショナル・トルーパーズ』のオリジナル戦闘部隊、ランク0機体導入などは、元々、この読者コーナーからの発案をフィードバックし、ルール化された例である。また『フィクショナル・トルーパーズ』では、ゲームの結果が直接、次回の作戦展開に反映されるなど、単発のゲームだけに終わらない面白さも人気の一つであった。
『フィクショナル・トルーパーズ』終了以後も読者参加ゲームは行われたが、それは『ガルフォース地球章』 といった原作付きの物であり、読者参加コーナーもなかったために前二作ほどの盛り上がりを見せなかった。それゆえか、前二作以外は本誌の読者だった者の回顧にも話題が上がることは殆どなく、忘れ去られたゲームになっている。

### イングリッズ・レース
vol.3号からvol.15号まで掲載（参加はvol.14まで、vol.15は結果発表）。略称は『IR』
未来におけるカーレースが題材。ただし、参加車両にはレーザー砲やグレネードランチャー等の武装が認められており、単にスピードの優劣を競うだけではく、競争相手を攻撃してリタイアさせるのも大きな特徴となっている。レース形式は殆どラリーであるが、サーキットを周回する耐久レースもある。プレイヤーはルールに定められたポイントの範囲内で自車を設計し、作戦を選択してレースに臨む。その先の結果は編集部のコンピュータの判定次第になる。結果は順位。キャラクター（二人乗りだとドライバーとナビゲーターそれぞれ）の生死。そして獲得ポイントとして提示され、次回のレース告知が行われる。キャラクターが生存、もしくは完走すれば（死亡でもゴールに達してれば）獲得ポイントは次回に引き継がれ、やや有利に自車を設計することが可能となる。
ただ、ゲームの性質上、無事に生還、かつ完走するのはかなり難しい。
そんな中、クリスタルナイツなる投稿者が「チームを募集。参加要領は自車名の後ろにCKと付け、自チーム以外の車両を必ず攻撃すること」の投稿から、『IR』はレーサー単独のゲームから、チーム対抗戦の様子を帯びることとなる。このCK以前にも、「GOTOモータース」のように自車にチーム名を冠する参加者もいたが、それは身内プレイヤー達がチームを組んで参加した単なるお遊びであって、不特定多数が所属する集団対抗戦ではなかった。CKの登場によりオフィシャルが公式にチーム制度を導入したことは、本ゲームの転機となったと言えるだろう。
その反響は大きく、対CKを名乗り出たチーム。非武装車で純粋に完走を目指すチーム等が続出した。
このチーム制度の延長線上に導入されたのがワークス制で、こちらはイングリッズマシン共通だったパーツ類をメーカー毎に細分化し、特定メーカーの専属ドライバーになる事で設計ポイントが緩和される制度（ただし、当然だが、ワークス参加車はそのメーカーのパーツ以外は使用不可）である。
もっとも、こうした新ルール導入後もチーム制度に見向きもせず、ワークスにも我関せずで単独参加する参加者も多かったのも、また事実である。
世界設定を読者が創造するために、ルールでは「体重が重い方が死ににくい（体格による耐久性が高い）」のだけど、相撲取りみたいな体型のドライバーは嫌だとして「この娘はサイボーグだから重いんです」 や、「毎回死亡してるけど、同一人物なんです」を強弁するため､「実はクローン人間」 等、未来世界なのを良いことに様々な設定が語られたが、中にはなんでこんな殺人レースが開催されるのかの考察もあり、「発展途上国の人口抑制を兼ねた､先進国の代理戦争」 との考察が有力説となる。
この設定は採用され、先のサイボーグやクローンも、レースに名を借りた生体兵器開発の隠れ蓑であり、ワークスも東西両陣営 の息が掛かった物だったとマスコミに暴露される経緯が紹介され、その流れから人道上の理由や、人体実験の倫理の問題が取り上げられて世論による非難が集中。ついにゲーム内ではそれらを理由に開催予定のレースが中止になる事態にまで発展する。
かくてイングリッズ・レースは東西の代理戦争であった意義を失った。それでも運営の決定を不服として、最終回に有志によるレースが行われるものの、世界は冷戦から熱戦へと動き、レース中に勃発した第三次世界大戦によって、唐突に終わりを迎えることとなる。

### フィクショナル・トルーパーズ
vol.6号からvol.22号まで掲載（参加はvol.21まで、vol.22は結果発表）。略称は『FT』
架空の1980年代。中東で敵対するメカール共和国とエストビア連邦の傭兵となり、ジェットパイロットとして戦果を競う現代空戦もの。『虚構兵団』とのサブタイトルが付いている。
- メカール共和国

革命前のイランがモデルだが、政治形態は共和制である。機体はアメリカを初めとする西側が多く、どちらかと言えば漫画『エリア88』のアスラン王国に似ている。
統一した国籍マークは設定されておらず、トランプの柄（ハート、ダイヤ、スペード、クラブ）が国籍代わりに機体に塗装されている。
- エストビア連邦

湾岸戦争前のイラクがモデルだが、王制を維持している。機体はソ連を初めとする東側だが、フランス製も多い。地対空ミサイルや対空砲など防空戦力に限れば、メカールよりも充実している。
メカールと違い、初回から▽（逆三角形）に上から緑、白、橙の斜め三色旗を配した国籍マークがある。
プレイヤーは両陣営の一方に所属し、空戦または爆撃で敵を撃破して生還するのが目的である。『IR』と違う点は毎回ゲームの戦闘場面が「誌上で劇画化される」 ことで、参加したキャラクターが描写されることも多かった。しかし、どちらかと言えばコミックは本作の語られなかった世界背景を説明するツール、すなわち両軍の装備や塗装。基地でパイロット達の日常生活や整備兵たちの描写。軍高官が語る政治的思惑。等、ゲームとしては無くても構わないが、参加者達のイメージを膨らませるのには大いに役立つ媒体として、大変良く機能していた。
機体は用意された複数の種類から選択可能であるが、ランク制限があったり、中には空戦専用や爆撃専用などの指定がある。機体には誰でも乗れるランク1（MiG21やアルファジェットなど）。中堅になれないと乗れないランク2（ミラージュF1やクフィルなど）。エース専用とも言える、最新鋭のランク3（Su-27やF-15など）の区別があり、必要な階級が足りないと上位の機体は選択出来ない。
作戦で敵を撃破したり、生還するとポイントが与えられ、一定ポイントに達するとキャラクターの階級が上昇する。判定はシビアだが、それでも『IR』よりは生還率が高かったのも、本作が人気となった原因の一つであった。
最初のゲームシステムはヘクスマップに飛行コースを記入して作戦参加するもので、航空機データには航続距離の概念があった。もっとも一部の機体には、基地から発進すると航続距離が足りなくて味方基地に戻れなくなる片道特攻状態になるミスも起こったり（編集部側は謝罪の上、臨時飛行場を航続距離内に置くことで救済措置を行った）、ヘクスマップの飛行データをいちいち数えて入力するのが煩雑なためか、このルールシステムは3回のみで終了してしまった。
補給船団攻撃作戦中に国連軍艦隊を誤爆してしまったのをきっかけに、第三勢力（米海軍機動部隊のF/A-18部隊他）の介入を招いて両軍は壊滅的被害を受けたため、メカールとエストビアは一時停戦となり､この間の出来事として特別編「大脱走」が行われた。これは撃墜されて捕虜となった傭兵達が収容所を脱走し、味方の前線まで辿り着くことを競う非空戦ゲームであるが、これも『FT』として扱われている。
「大脱走」を挟み、戦力を整えたメカールとエストビアは再び開戦。ここからシステムが一新され、ヘクスマップ記入方式は廃止された。参加者は機体選択後、作戦と所属飛行隊を記入して提出する簡便な方式へと変わり、選択可能な機体も増えている。また、同時並行で行われていた『IR』ほどの影響力は無いが、ここでも読者の提案からチーム制 が取り入れられてたり、旧式機だがポイントが多めに貰える機体として、ランク0（MiG19やG.91など）の導入が途中で行われている。本作が最も盛り上がったのがこの時期で、参加キャラとして撃墜王が有名人になったり、様々なサイドストーリーが読者コーナーで語られ、自キャラや自機のイラストが盛んに投稿されていた。
最終回。それは先行して最終回を迎えた『IR』に劣らぬ悲惨な背景から始まる。通常、作戦は第1波から第3波の数次に分けて実施される物であるが、このときの両軍の作戦は示し合わせたかのように、全戦力を第1波に集中しての全力出撃であった。次回作戦前の説明でも普段の担当NPCが現れず、見知らぬ将校がブリーフィング（作戦説明）を行うなど､傭兵（参加者）たちはきな臭い雰囲気を感じ取っていたが、それは的中した。最終回の作戦は両国が水面下で交わした合意により、和平にあたって不要な傭兵達を排除する方策だったのだ。傭兵達は戦闘後、味方の筈の正規軍に空と地から追い立てられ、生存者は僅かな人数に過ぎなかった。

## 別冊
ゲームグラフィックス1987年10月号別冊エクスカリバー（R・P・G究極本）
以下の海外作品を紹介。この他、『ファンタズム・アドベンチャー』のリプレイ等を収録。
- アドバンスト・ダンジョンズ&ドラゴンズ
- Indiana Jones
- Boot Hill
- Bunnies & Burrows
- Bushido
- Champions
- Chill
- クトゥルフの呼び声
- Chivalry & Sorcery
- ドラゴンクエスト
- ダンジョンズ&ドラゴンズ
- Elfquest
- Empire of the Petal Throne
- Fantasy Hero
- ロールマスター
- Fringeworthy

- Gamma World
- Gangbusters
- Ghostbusters
- ガープス
- ジェームズ・ボンド007
- Judge Dredd
- Justice, Inc.
- Land of the Rising Sun
- Man, Myth & Magic
- メクトン
- Mercenaries, Spies and Private Eyes
- 指輪物語ロールプレイング
- The Morrow Project
- Palladium Fantasy Role-Playing Game
- パラノイア
- ペンドラゴン

- Recon
- Skyrealms of Jorune
- Spacemaster
- Space Opera
- Stalking the Night Fantastic
- Star Trek role-playing game
- ストームブリンガー
- Swordbearer
- Teenage Mutant Ninja Turtles
- Toon
- Top Secret
- トラベラー
- トンネルズ&トロールズ
- トワイライト:2000
- Valley of the Pharaohs
- ウォーハンマーRPG